# Благонравов, Пётр Порфирьевич
Пётр Порфирьевич Благонравов (19 июня 1900, Красный Яр, Астраханская губерния — 21 декабря 1961, Ялта, Крымская область) — советский учёный виноградарь и винодел. Кандидат сельскохозяйственных наук (1946).

## Биография
После окончания в 1927 году Кубанского сельскохозяйственного института, работал агрономом учебного хозяйства своего альма матер. В 1933—1936 годах — главный виноградарь виноградно-винодельческого хозяйства «Абрау-Дюрсо»; в 1936—1939 годах — главный виноградарь винного комбината «Массандра»; с 1939 года работал на Крымской зональной станции винодельческой промышленности (с 1940 года — Всесоюзное НИИ виноделия и виноградарства «Магарач»): заведующим отдела агротехники, в 1940—1945 и 1948—1961 годах — заместителем директора по научной работе; в 1945—1948 годах — доцент Краснодарского института пищевой промышленности.

## Научная деятельность
Разработал способы регулирования стока дождевых вод и комплекс агротехнических мероприятий для закладки виноградников и ухода за ними на наклонных террасных площадках с учётом особенностей горного рельефа и грунтов Южного берега Крыма.
Один из составителей ряда монографий о сортах винограда для капитального труда «Ампелография СССР».
Под его руководством разработаны и внедрены в производство много основных приёмов промышленного выращивания виноградников, рациональное формирование и новые способы обрезки кустов, а также заложены большие массивы маточных насаждений высокоценных сортов в Южной Украине.

## Избранные публикации
- Подрезка виноградников, повреждённых холодными морозами. Ялта, 1941;
- Подъём плантажа взрывным способом // Виноделие и виноградарство СССР. 1943. № 3;
- Восстановление виноградников. Москва, 1948;
- Предварительные работы по освоению участка и подъёма плантажа под культуру винограда. 1957;
- Выбор участка для закладки виноградника и подбор сортов. Москва, 1958;
- Районирование сортов винограда // Пути увеличение производства плодов и винограда. Москва, 1959;
- Формирование и обрезка виноградной лозы. Москва, 1961.